# Kaluga oblast
Kaluga (ryska: Калужская область, Kaluzjskaja oblast) är ett oblast i Ryssland med en yta på 29 900 km² och cirka 1 miljon invånare. Staden Kaluga är administrativt centrum. En annan stor stad är Obninsk. Kaluga oblast grundades 1944 i dåvarande Ryska SFSR och ligger i hjärtat av Rysslands europeiska del. Det har väl utvecklade transport och nytta infrastruktur. Oblasten har visar hög ekonomisk tillväxt, har betydande mänskliga reserver, och är en av de största kulturella, utbildningsmässiga  och vetenskapliga centra i Ryssland. 